# Afrocanthium
Afrocanthium is een geslacht uit de sterbladigenfamilie (Rubiaceae). De soorten komen voor in Oost-Afrika, van Soedan en Ethiopië in het noorden tot Zuid-Afrika in het zuiden. 

## Soorten
- Afrocanthium burttii (Bullock) Lantz
- Afrocanthium gilfillanii (N.E.Br.) Lantz
- Afrocanthium keniense (Bullock) Lantz
- Afrocanthium kilifiense (Bridson) Lantz
- Afrocanthium lactescens (Hiern) Lantz
- Afrocanthium mundianum (Cham. & Schltdl.) Lantz
- Afrocanthium ngonii (Bridson) Lantz
- Afrocanthium parasiebenlistii (Bridson) Lantz
- Afrocanthium peteri (Bridson) Lantz
- Afrocanthium pseudorandii (Bridson) Lantz
- Afrocanthium pseudoverticillatum (S.Moore) Lantz
- Afrocanthium racemulosum (S.Moore) Lantz
- Afrocanthium rondoense (Bridson) Lantz
- Afrocanthium salubenii (Bridson) Lantz
- Afrocanthium shabanii (Bridson) Lantz
- Afrocanthium siebenlistii (K.Krause) Lantz
- Afrocanthium vollesenii (Bridson) Lantz

... · 
Afrocanthium · 
Asperula (Bedstro) · 
Atractocarpus · 
Belonophora · 
Bouvardia · 
Breonadia · 
Byrsophyllum · 
Callipeltis · 
Cephalanthus (Kogelbloem) · 
Chassalia · 
Cinchona · 
Coffea (Koffie) · 
Coprosma · 
Cruciata · 
Deppea · 
Galium (Walstro) · 
Gardenia · 
Genipa · 
Morinda · 
Nertera · 
Pentas · 
Plocama · 
Portlandia · 
Psydrax · 
Richardia · 
Rothmannia · 
Rubia · 
Rutidea · 
Rytigynia · 
Sabicea · 
Sarcocephalus · 
Sericanthe · 
Sherardia · 
Spermacoce · 
Tarenna · 
Tricalysia · 
Uncaria · 
Vangueria · 
Virectaria ·  
Wendlandia · 
...